# Српско царство
Српско царство је српска средњовековна држава која је постојала средином 14. века. Формално српска средњовековна држава постала је царство када се краљ Стефан Душан прогласио за цара у Серу, крајем 1345. године, мада се тежње ка овој титули јављају још од почетка великих освајања византијских територија почетком Душанове владавине. Српско царство престало је да постоји смрћу Стефана Уроша V Нејаког, децембра 1371. године.
Српско царство било је по територији најраспрострањенија српска средњовековна држава. Душанова освајања дошла су као врхунац јачања Немањићке државе која је свој примат на Балканском полуострву потврдила битком код Велбужда 1330. године. Незадовољна српска властела, жељна нових поседа, збацила је с власти Стефана Уроша III Дечанског и на власт довела његовог сина Стефана Душана. Властела ће бити и главни покретач освајачких потеза српског краља, али ће она и доћи као последица промене државне идеологије и успона на хијерархији држава која је почела још од времена Стефана Милутина. Душанова смрт онемогућила је да се новоосвојени простори учине саставним делом немањићке државе, те је након његове смрти отпочео распад Српског царства који ће скончати смрћу његовог наследника Уроша, чиме је уједно свршена владавина Немањића у српској средњовековној историји.

## Увод
Повлачење великог доместика Јована Кантакузина у Дидимотику и проглашење за цара (октобар 1341) означило је избијање новог грађанског рата. Кантакузин је 1342. године безуспешно покушавао да ступи у контакт са Душаном кога је познавао још од 1336. године када је присуствовао још једном састанку српског краља и цара Андроника. Са Душаном је ступио у контакт преко Јована Оливера и његовог брата Богдана. Састанак је одржан у Приштини јула 1342. године. Преговори су окончани склапањем савеза против Ане Савојске и Алексија Апокавка. Договорено је да свако задржи оно што освоји.
Српски одреди учествују у нападу на Сер 1342. године. Предводио их је Јован Оливер и војвода Вратко. Јован га напада и следеће године. Међутим, не успева да га освоји. Покрети Душанових трупа су 1342/3 године били усмерени ка Албанији. Краљ осваја Берат, Канин и Кроју. Сем Драча који је био под Анжујцима, Душан је освојио целу Албанију. Осваја и тврђаве јужне Македоније: Воден, Костур, Хлерин. Почетком 1343. године заузима области источно од Вардара, заједно са тврђавом Мелник. Освајањима византијских градова Душан је придавао велики значај што се види и у титули коју је носио. У то време долази до прекида веза са Кантакузином који нове савезнике проналази у Турцима. Раскид је означен Кантакузиновим заузимањем Верије за коју је и Душан био заинтересован.
Душан склапа савез са легитимном цариградском владом тј. са Алексијем Апокавком и Аном Савојском. Кантакузину прилази Момчило, владар у околини Родопа. Душанова војска предвођена кесаром Прељубом сусрела се са Турцима код Стефанијане маја 1344. године. То је први сукоб Срба и Турака на европском тлу и завршен је поразом српске војске. Код тврђаве Перитеориона је 7. јуна 1345. године у сукобу са Турцима погинуо Момчило који је у међувремену пришао Апокавку. Душан почетком 1345. године опседа Сер. Септембра исте године град је пао у српске руке. Исту судбину доживели су сви византијски градови источно од Христопоља. Халкидики са Светом Гором такође су освојени.

## Проглашење Српског царства
Идеја о универзалном царству и хијерархијској подели држава била је прихватљива за младе хришћанске народе. Хијерархијски поредак се из темеља пољуљао када се 800. године Карло Велики крунисао за цара. Византија је 812. године морала прихватити његову царску титулу. Касније, током владавине Симеона, створено је Бугарско царство. Византија је средином 14. века поново морала да брани своје хијерархијско првенство када је Србија покушала да је потисне са тог места. Након 1217. године Србија је, у хијерархији хришћанских држава, заузимала место једнако Угарској. После битке код Велбужда Србија је показала да је у војничком погледу снажнија и од Византијског и од Бугарског царства.
Душан није лако посегао за царском круном. Све до 1343. године његова титула била је једноставна: „Стефан краљ” или „краљ свих српских и поморских земаља”. Крајем марта те године Душан додаје својој титули „честник грчким странама” што значи да је владао делом византијских територија. Од јесени 1343. године уз његову титулу стално се додаје „честник Грцима”. После освајања Сера 24. септембра 1345. године Душан је донео одлуку да се прогласи за цара. То је изазвало снажан отпор грчких феудалаца и свештенства, нарочито због тога што се и Света Гора нашла у саставу Српског царства. Душан је послао логотета Хрса да преговара са Светогорским протатом. Преговори су завршени споразумом новембра 1345. године признавањем Душана за легитимног владара Свете Горе од стране светогорског свештенства. Пронађено је компромисно решење: протат је пристао да се Душаново име помиње у свим светогорским манастирима, али тек после имена цара Ромеја. Са своје стране Душан се обавезао да ће поштовати посебан статус Свете Горе и да ће светогорски монаси уживати све своје поседе и стечене привилегије (додајући и неке нове привилегије).
У тадашњем хришћанском свету царска круна могла се примити из два центра: од цариградског патријарха и од римског папе. Душан није могао очекивати да ће круну добити ни од папе ни од цариградског патријарха те је ту дужност поверио српском архиепископу. Одлуку је подржала Српска и Охридска архиепископија, као и Бугарска патријаршија. Уз пристанак три аутокефалне цркве, српских епископа, охридског архиепископа и трновског патријарха, можда већ у јануару, најкасније до априла 1346. године, архиепископ Јоаникије проглашен је патријархом. Проглашење цркве патријаршијом и краљевства царством прихватио је државни сабор који се за ту прилику окупио у Скопљу. Душан је царском круном крунисан на Ускрс, 16. априла 1346. године. Круну је примио из руку српског патријарха Јоаникија и трновског патријарха Симеона, уз благослов српских, бугарских и дела грчких архијереја, као и најугледнијих светогорских монаха.
Душанову царску власт прихватила је Света Гора, седиште византијског православља. Не зна се како су текли преговори са Бугарском. Она не само да је прихватила царску круну већ је и непосредно учествовала у оснивању Српске патријаршије. Могуће да је на то утицала политичка слика створена након Велбужда. Крунисање је поздравила Венеција рачунајући на сарадњу Србије у рату са Угарском, као и Дубровник. Босански бан Стефан II Котроманић није оспоравао Српско царство, али му није придавао ни значај. За њега је Душан био „рашки цар”. Душанову титулу нису признали папа ни цар Светог римског царства, као ни владари за које је светоримски цар био „законити цар”. Кантакузин у својим списима Душана упорно назива српским краљем. Током његове владавине је цариградски патријарх Калист 1350. године изопштио Душана, Јоаникија и све српско свештенство из заједнице православних хришћана. Душан се зато приближио легитимном цару, Јовану V Палеологу (1341—1391) уместо кога су до 1354. године регенти владали Византијом. Јован V је признао Душанову царску титулу. Српског владара назива „преузвишеним царем Србије и вољеним стрицем”. У исправама на грчком језику Душан се редовно помиње и потписује као цар и самодржац „Србије и Романије”. Србија је симбол за српске, а Романија за грчке земље.
Казивања савременика показују да је Душаново Царство било подељено на две политичке целине; Нићифор Григора сведочи о постојању „земље српске” и „земље грчке” тј. земље са српским и са грчким обичајима. Границу је чинило Скопље (ка југоистоку су грчке, а ка северозападу српске земље). Српским земљама управљао је царев син Урош са титулом краља.

## Царство под Душаном
Јован Кантакузин је фебруара 1347. године ушао у византијску престоницу. Млађи Јован постао је Кантакузинов савладар. Завршетак грађанског рата није одговарао Душану. Кантакузин му је послао изасланике који су му се најпре захвалили за ранију помоћ, а потом су затражили да Царству врати градове које је освојио. Душан му није ни одговорио на поруке. Царев син, Матија Кантакузин, самостално је овладао територијом од Дидимотике до Христопоља и 1347. године пустошио области под српском влашћу. У то време је епидемија куге, познатија као „Црна смрт” погодила и Србију као и велики део Европе. Душан је то време провео на Светој Гори.
Међу многобројним жртвама куге био је и Кантакузинов присталица, намесник Епира и Тесалије, Јован Анђел. Душанова војска посела је Јованове области. Великаши Тесалије прихватили су Душанову власт без отпора. На чело ових области Душан је поставио кесара Прељуба. У Епиру је за намесника постављен Душанов брат, деспот Симеон са седиштем у Арти, некадашњој престоници Епирске деспотовине. Са центром у Валони, Албанијом је владао царичин брат Јован Асен Комнин. Кантакузину је од европских територија остао само Цариград са околином јер ни Солун није прихватао његову власт (од 1348). Душан је могао да тврди да је освојио пет шестина Византијског царства. Са Млетачком је преговарао о освајању самог Цариграда.
Душан је 1350. године заратио против босанског бана Стефана II Котроманића. У походу на Хумску земљу допро је до Крке, али се морао вратити због изненадног напада Јована Кантакузина на Македонију. Кантакузин је овладао Солуном и отпочео са освајањем Македоније. Многи великаши пришли су Кантакузину. Заузео је Воден. Прељуб је одбио Кантакузинове нападе на Тесалију. За време Кантакузинових напада на Бер, Воден и Сервију, патријарх Калист је донео одлуку о изопштењу српског цара Душана, патријарха Јоаникија и осталих архијереја што је довело до дугогодишњег црквеног раскола између две патријаршије.
Цар Душан се није много обазирао на изопштење, које је било изречено са закашњењем од четири године, што је био јасан показатељ да је та одлука имала политичку основу. Последице изопштења и раскола осетиле су се тек по Душановој смрти. У међувремену, Душан је за легитимног цара прихватио Јована Палеолога. У бици код Дидимотике 1352. године сукобиле су се војске српског и бугарског владара и Палеолога са једне и Турака и Кантакузинових снага са друге стране. Бројнија турска војска однела је победу.
Након овог пораза, Душан је у Авињон послао дворског судију Божидара, Грка Нестонга и Которанина Дамјана да са папом преговарају о организовању крсташког рата. Као предводник крсташке армије, Душан је био спреман да папу прихвати за духовног оца свих хришћана што му и није било тешко због раскола српске и византијске цркве. Посланство се вратило необављеног посла. Непријатељство са угарским краљем Лудовиком онемогућило је озбиљније успехе. Душан је умро 20. децембра 1355. године.

## Душанове реформе
Од новог цара се очекивало да делује као легитиман васељенски цар и да у његовој држави постоје исте или сличне институције, титуле и звања као у Византији. Душан се није трудио да уништи Византију већ је настојао да га ојача на тај начин што ће његова држава преузети место и улогу онемоћале Византије. Њему би припадало место које је до тада заузимао византијски цар. Он прави планове да освоји Цариград и да реорганизује државу са циљем да се што више приближи Царству кога намерава да освоји. О најважнијим реформама које је спровео Душан говори у хрисовуљи коју је издао манастиру Леснову где каже да је по Божјој вољи уздигао краљевско достојанство на царско и архиепископији дао ранг патријаршије, а епископијама ранг митрополија. Малолетном сину Урошу доделио је титулу краља. Своме брату Симеону и царичином брату Јовану Асену доделио је титуле деспота, а царичином зету Дејану титулу севастократора. Братунчед Воихна стекао је звање кесара. Из тога се види да је сродство са владарем услов за добијање високе титуле. Носиоци ових титула су се од осталих људи издвајали одећом и инсигнијама, а Душан их је постављао за намеснике у освојеним областима од Византије где су ове титуле биле добро познате. Реформе су извршене и у организацији државне управе. Њени представници носе византијске титуле логотета, протовестијара, кефалије и севаста. Прва двојица су представници централне, а друга двојица представници локалне управе.
За целокупан управни апарат може се рећи да је изникао с временом из домаћих темеља. У Србији су постојали жупани који су управљали жупама, казнаци који су убирали краљеве приходе, тепчије које су бринули о државном земљишном фонду, велике слуге и велики ставилци који су се старали о храни и пићу на владаревом двору. До средине 14. века угасило се звање великог казнаца и великог тепчије, али су се одржале функције великог слуге и ставилаца. Службу ставилаца је обављао Милош Војиновић и Војислав Војиновић, касније и Лазар и његов отац Прибац који је био велики слуга.
Кефалија је био владарев изасланик у својству поглавара који је стајао на челу цивилних и војних послова у повереном му граду и градском подручју. Севаст је као нижи чиновник водио рачуна о поштовању земљишних права и неповредивости земљишне својине. Титула логотета у Византији постоји од најстаријих времена. Није познато које је функције вршио византијски логотет средином 14. века. У Србији се велики логотет први пут помиње на двору Стефана Дечанског 1327. године. Био је то логотет Рајко. У Душановој држави функцију логотета је 1338. године обављао Јоаникије, будући патријарх. Логотет је био веома образован и он је, у име владара, водио сложене и тешке дипломатске преговоре. Јоаникија је 1340. године наследио Прибац (отац кнеза Лазара), а њега 1342. године Хрс. Хрс је учествовао у преговорима са Светом Гором око признавања Душанове царске титуле (1345). Логотет је имао и нека задужења у погледу црквених питања што се види у 25. члану Душановог законика (Црквом да управља господин цар и патријарх и логотет и други нико). Служба логотета прихваћена је и у Босни током владавине Твртка Котроманића тј. након његовог проглашења за краља 1377. године. Ту је логотет по правилу био старешина канцеларије.
Протовестијару је био поверен надзор над скупоценом владаревом гардеробом. Ова титула се први пут помиње 1349. године када је поверена Николи Бући. Протовестијари су у српској држави спроводили и фискалну политику тј. проналазили су нове изворе прихода којима су подмиривани расходи државе и владара. Стога је протовестијар морао бити трговац са најмање двадесетогодишњим искуством.
Прва група чланова садржи одредбе о цркви. Утврђена су судска права цркве, обавеза склапања брака пред црквом, санкције за сузбијање латинске цркве и разних јереси, одређене повластице цркви и сл. Одредбе Душановог законика не понављају прописе наведене у Синтагми. Другу скупину сачињавају права и обавезе властеле и сељака. Утврђен је статус сваког сталежа, одређене су повластице властеле, регулисана су права пронијара и баштиника, меропси су правно заштићени од насиља и самовоље својих господара под претњом врло сурових казни за сваку непослушност. Грађанског права у Законику је веома мало јер су главне одредбе сачуване у Синтагми. Трећу групу чине одредбе процесног права и кривичноправне одредбе. Преступ је, према Законику, не само нарушавање државног закона већ и огрешење о божји закон. Највеће новине су у погледу казни. Законик је у потпуности преузео византијски систем јавноправне казне. У српском праву 13. века основна казна је имовинска накнада која се даје у виду глобе (систем композиције). Душанов законик се опредељује за византијске јавноправне казне попут смртне казне (спаљивањем и вешањем), телесне казне (сакаћење, жигосање, батињање), тамница, прогонство и др. Неке су специфичности ипак опстале, попут вражде (новчане надокнаде за убиство). Посебну групу чланова Законика из 1349. године чине одредбе којима је регулисан статус градова и грађана, посебно трговаца. Утврђене су повластице саских и грчких градова, заштићен је трговачки сталеж.
О државном судству говори се у Душановом законику на местима где се помињу „судије Царства ми”. Душан је изгледа извршио озбиљну реорганизацију судства која нам није позната. Судство Душановог законика добило је неке одлике византијског судства. Из којих слојева су биране царске судије није познато. Суђење није била монопол судија. у неким случајевима судиле су и кефалије. Порота је изгледа потиснута Закоником из 1349. године, а поново се јавља у допуни из 1354. године. Порота суди за велико и мало дело (152. члан). За велико дело потребно је 24, а за мало 6 поротника.

## Распад Српског царства
До распада Српског царства дошло је током владавине последњег Немањића, Стефана Уроша V. Већ на почетку Урошеве владавине, његов стриц деспот Симеон (дотадашњи намесник у Епиру) истиче своје претензије нацарску власт.
Деспот Нићифор II Орсини искористио је смрт кесара Прељуба и овладао је Тесалијом, а нешто касније и јужним Епиром (1356). Тим покрајинама је припојио и Кефалонију и три године је владао независно од Цариграда. Браћа Палеолози, Јован и Алексије, су освајали источне делове Царства: градове на егејској обали Хрисопољ, Анакторопољ и Христопољ. Наведене градове Србија је изгубила и пре Душанове смрти. Ови градови били су изложени нападима неког пирата из Витиније. Упад Матије Кантакузина (син византијског цара Јована Кантакузина) у област Сера завршен је неславно. Његова војска је разбијена, а Матија је заробљен и једно време држан од стране Душановог братунчета Воихне.
На северу Царства дошло је до сукоба двојице властелина од којих се један, припадник породице Растислалића, обратио за помоћ најпре цару Урошу, а потом и краљу Угарске, Лудовику. Уз учешће угарске војске Лудовик је однео победу. Он се почетком 1361. године помиње као господар Браничева. Лудовик је том приликом продро дубоко у српске крајеве. Средином 1359. године Угари се повлаче. Србија је изгубила Браничево, а вероватно и Кучево. Растислалићи су тим територијама управљали као Лудовикови вазали.
Готово неприметно је из Царства издвојена још једна област: крај око Канине и Валоне где је покушавао да се осамостали ујак цара Уроша, Јеленин брат Јован Комнин Асен. Он је од Душана добио деспотску титулу и намесништво у новоосвојеним областима. Јелена је призната као једини господар Серске области. У Серу је увела (према византијском узору) установе сената и васељенских судија, а локалну управу поверавала је својим рођацима.
Нићифор је из освојених области протерао намеснике српске власти, деспота Симеона и кесарису Ирину, удовицу кесара Прељуба, заједно са сином. Јерина се склонила на двор цара Уроша који јој је вратио Прељубову стару баштину, Црну Реку. Симеон није следио њен пример већ је сакупио четири до пет хиљада војника и заузео град Костур прогласивши се за цара. Симеон је дакле поново покренуо одавно решено питање наследства. Његово проглашење за цара је, у ствари, узурпаторски чин. У току лета 1358. године Симеон је лако сузбијен код Скадра. Наступили су за њега тешки дани. Симеон је све до средине 1359. године управљао само Костуром иако је носио царску титулу. Захваљујући одређеним околностима, Симеонов политички пад није био дуготрајан. Деспот Нићифор погинуо је приликом покушаја гушења устанка Арбанаса. Страдао је средином 1359. године у бици код Ахелоја. Тесалија и Епир остали су без господара. У Арти је формирана посебна деспотовина која је постојала до 1416. године. Византијска, а ни српска централна власт нису ништа предузимале. То је искористио Симеон да без много напора тамо успостави своју власт. Симеон је у Епиру и Тесалији формирао нову државу. Тек када је овим покрајинама завладао члан династије Немањић, оне су коначно издвојене из српске државе. Немоћни византијски цар Јован V био је само неми сведок ових догађаја. Црква и племство, навикнути на честе промене, прихватили су Симеонову власт..
Изгледа да је Симеон препустио Радославу Хлапену град Костур. У Зети се као господар јавља до тада потпуно непознати властелин Жарко. Душан је Јелени дао зетске тргове. Она је тада боравила у Серу што је Жарко покушао да искористи па је 1356. године код Светог Срђа на Бојани одузео дубровачким трговцима робу. Урош је у Свети Срђ послао властеличића Вукшу и тако је Жарко брзо нестао са политичке сцене. Његов син Мркша касније ће овладати крајевима данашње Јужне Албаније око Берата.
Језгро Војиславове државе чинила је знатна породична баштина којој је припојио жупе Дабар, Дрину, Гацко и Рудине након смрти великог челника Димитрија (1359). У појединостима није познато који су крајеви још ушли у састав његове државе, али се зна да је пре смрти (1363) управљао областима између Дрине и Косова, Рудника и Мора, укључујући и жупе Драчевицу, Конавле, Требиње и Попово Поље. У то време је у приморју дошло до великих промена. Задарским миром из 1358. године Угарска је потиснула Млечане са источног Јадрана, а Дубровник признаје њену врховну власт.
Ниједан властелин, па ни Вукашин, није се могао мерити са Војиславом Војиновићем. Даље ширење прекинула је његова изненадна смрт 1363. године. Деспот Дејан је у политичком животу присутан нешто дуже. Његова баштина обухватала је Жеглигово и Прешево. Он је припојио крајеве око горњег тока Струме са Велбуждом, крај према Мелнику, а његови синови формирали су велику државу након Маричке битке.
За живота Војислава Војиновића Мрњавчевићи нису покушавали ништа, а свој утицај ширили су родбинским везама. Мрњавчевићи су се родбинским везама повезали са Радославом Хлапеном, Ђурађом Балшићем и кесаром Војихном. Мрњавчевићима се сада нико није могао супротставити. Војислав Војиновић, Оливер и деспот Дејан више нису били живи, а Лазар Хребељановић, Никола Алтомановић и Вук Бранковић тек су формирали своје области. Урошу није остало другог излаза већ да знацима краљевског достојанства уздигне Вукашина за савладара (1365). Угљеша је раније са деспотском титулом преузео од Јелене власт над Сером. Предање је осудило Мрњавчевиће да су насилно преузели власт (најраније предање забележио је Данилов настављач), али то није тако јер је Вукашин постао краљ уз пристанак цара. Узурпатор није био Вукашин већ Душанов брат Симеон који је узео царску титулу. Вукашинов син Марко постао је млади краљ.
У рашким земљама брз успон доживео је Алтоманов син Никола. Успон Лазара Хребељановића био је много спорији. Дуго је боравио на двору цара Уроша са скромном титулом ставилца. Лазар је напустио дворску службу када је Вукашин крунисан за краља. Баштина кнеза Лазара је родни Прилепац код Новог Брда. Спорно је било Косово око кога су се сукобљавали Мрњавчевићи, Лазар и Алтомановић. До битке је дошло 1369. године. Лазар се повукао, а Алтомановићева војска је страдала. Он сам једва се спасао. Вукашин, Марко Мрњавчевић и Балшићи спремали су се за напад на Алтомановића (пролеће 1371), али их је спречио долазак Турака. Санко Милтеновић је искористио Алтомановићев пораз да му привремено заузме Конавле (1370), а Лазар Рудник. Нов успон доживео је Никола Алтомановић који се изненађујуће лако опоравио од пораза на Косову. Изгледа да је уживао подршку Угарске. Против њега су се удружиле куће Мрњавчевића и Балшића, кнез Лазар и Твртко Котроманић. Вукашиново повлачење на исток довело је до распада коалиције. О Маричкој бици се писало много, али се о самом сукобу зна веома мало. Из најранијих извора не може се закључити много више од датума, места и резултата битке. Битка је завршена пропашћу српске војске и погибијом Вукашина и Угљеше. То је била највећа победа Турака пре 1453. године. Њен резултат је слом Серске државе.
Вукашиновом погибијом српска држава није остала без краља. Законито га је наследио син Марко. Он је 26. септембра 1371. године постао Урошев савладар. Исто тако је, барем формално, Марко наследио цара Уроша који није имао деце. Српска држава номинално је постала краљевина. Међутим, нико није ни помишљао да за врховног владара призна краља из нове „несветородне” династије. Превласт куће Мрњавчевић окончана је битком на Марици, а Марко је постао турски вазал (не зна се тачно када). Средиште поновног стварања државе помера се на север, у исходиште државе Немањића.
Урош је последњи пут иступао 1369. године. Изгубио је углед државника; више му се није обраћао ни Хиландар, а чак и Дубровник добија привилегије од Вукашина. Држава Немањића и Српско царство престало је да постоји Урошевом смрћу 4. децембра 1371. године.

## Организација царства
Цар Душан спровео је велику и свеобухватну реформу правног и управног система своје државе. Преузео је из Византијског царства звања и номенклатуру логотета, протовестијара, кефалије и севаста и професионализовао је најважније службе државне управе. Ове титуле су преузете из Византије, али су у Српском царству добиле знатно другачије значење и надлежности. Логотет и протовестијар били су највиши службеници државне управе. И поред ових промена највећи део државне територије налазио се под управом властелина који су у својим областима били веома снажни и њихова подршка била је неопходна сваком српском владару, па и цару Душану.

### Срби и Грци
Душаново проглашење и крунисање за цара захтевало је и промену владарске титуле.
У дотадашњој владарској титули Немањића, најважније место је припадало територијалним одредницама, док је у титули цара Душана највећи акценат стављен на националне одреднице.
У српским документима он се потписује као „цар Срба и Грка”, док се у документима на грчком језику потписивао као „цар Србије и Романије”, где је Србија представљала српске, а Романија грчке земље.
У грчким документима Душан није могао да се потписује као цар Ромеја (Грка)(Римљана — Византија се сматрала наследником Римског царства и своје грађане звала Римљанима), пошто је то право имао искључиво Византијски цар. Душанов потпис на документима, налик је византијском потпису, са новином да су носиоци царског легитимитета Срби и Грци. Увођењем српског имена у царску титулу, представља и највећи политички успех, који је у средњем веку остварио српски народ.
Проглашавањем царства пропраћено је доделом највиших титула српској властели, које су и раније постојале у Србији, али су могли да их дају само византијски владари.
Својим најближим рођацима доделио је највише византијске титуле: деспота, севастократора и кесара.
Носиоци ових високих византијских титула постављени су као обласни намесници искључиво у грчком делу царства, док су у српском делу царства великаши носили титуле које су постојале и пре проглашења царевине.

### Живот становништва
Куће су грађене од дрвета и биле су делимично укопаване у земљу. Центар куће је заузимало огњиште, око кога се окупљала цела породица. За осветљење кућа користила се луч, док су свеће од воска коришћене само у дворовима за осветљење, и у црквама за време обреда.
Одећа је врло ретко купована, углавном се правила у домаћинствима, и то од вуне или лана.
Слично је било и са посуђем, које је прављено од дрвета, печене глине, а ретко од метала.
Земљорадници су за исхрану користили разно поврће, првенствено: сочиво, боб, грашак, купус, бели и црни лук, као и мање количине свежег и сушеног воћа. У виноградарским местима земљорадници су производили и вино. Осим вина производило се и пиво и медовина. За млевење житарица користили су се ручни жрвњеви, али и воденице. Водена снага је такође коришћена у рудницима за покретање самокова.
На великим газдинствима, велике количине житарица чуване су у посебним спремиштима која су била укопана у земљи и обзидана.
Иако су постојали сви услови за пољопривредну производњу, приликом природних непогода или ратова, сиромашно становништво је често умирало од глади, јер је храна која је била довожена била веома скупа. За време гладних година, земљорадници су неретко продавали своја земљишта, да би себи купили храну.

## Душанов законик
Настојећи да се у свему понаша као прави цар, Стефан Душан је развио и широку законодавну делатност. Душанов законик врхунац је ових настојања. Законик се, по уобичајеној нумерацији, састоји од 201 члана. Донет је на сабору властеле и црквених великодостојника, одржаном на Вазнесење 21. маја 1349. године у Скопљу (135 чланова), и допуњен је на сабору одржаном 31. августа 1354. године у Серу (66 чланова). Закон је усвојен са циљем да се српска држава уреди прописима који би важили за цело царство и подједнако за све поданике. У законику се цар Душан декларише као православни цар, заштитник и чувар вере, бранилац од јеретика и коме је припадало право да управља и црквеним пословима.
Душанов законик (у старим преписима се назива Закон благовјернаго цара Стефана) је, уз Законоправило светог Саве, најважнији закон (устав) средњовековне Србије. Душанов законик је урађен на темељима Законоправила. У неким члановима цар Душан директно упућује на Законоправило (чланови 6, 8, 11, 101, 109 и 196). Једна трећина Законика је урађена по угледу на одговарајуће прописе византијског права. Велика је сличност чланова 171 и 172 Законика (који прописују независност судства) са деловима из византијског зборника Василике (књига VII, 1, 16-17), које су биле византијска прерада Јустинијановог зборника.
Првих 38 чланова посвећено је цркви, затим следе одредбе које се односе на повластице властеле и слободних људи и њихове дужности, a потом одредбе које говоре о обавезама зависног становништва, себара (кметови и земљорадници). У наставку долазе одредбе о судству, о казнама за различите врсте кривичних и других преступа. Душанов законик је садржао 201 члан (према издању Стојана Новаковића из 1898. године), али се, у зависности од сачуваног преписа, састоји од 135 до 201 члана. Законик сачињава јединствену правну целину заједно са два византијска правна акта: Закон цара Јустинијана (Јустинијанов зборник) и скраћена Синтагма Матије Властара.

## Обележја
- Застава српског царства 1339. (реконструкција)
- Застава српског царства (1345 – 1355)
- Застава Душанове коњице
- Застава цара Душана
- Династички грб Немањића